# ناهد شریف
ناهد شریف (عربی: ناهد شريف؛ ۱ ژانویهٔ ۱۹۴۲ – ۷ آوریل ۱۹۸۱) هنرپیشه اهل مصر بود. او در دهه ۱۹۶۰ و ۱۹۷۰ در فیلم‌های لبنانی و مصری حضور داشته‌است.

## زندگی‌نامه
کارگران حسین حلمی المهندس او را کشف کرد و اولین کار ناهد در ۱۹۵۸ تولید شد. در سال ۱۹۶۲ با المهندس ازدواج کرد. زندگی مشترک آنها مدت کوتاهی ادامه پیدا کرد و او با هنرپیشه دیگری به نام کمال الشناوی ازدواج کرد. بعد از مدتی از الشناوی طلاق گرفت، سپس به لبنان مهاجرت کرد و در سال ۱۹۷۳ در فیلم اکشن ارتباط کویتی به کارگرانی سامی خوری بازی کرد.
وی در سال ۱۹۸۱ به‌دلیل بیماری سرطان سینه درگذشت.